# ATP World Tour Finals 2011 – mužská dvouhra
Obhájcem titulu byl Švýcar a čtvrtý nasazený Roger Federer, který turnaj vyhrál. Šestým vítězstvím vytvořil rekord v počtu výher, když se odpoutal od pěti titulů Lendla a Samprase. Ve svém 100. finále na okruhu ATP porazil Francouze Tsongu ve třech setech a připsal si celkově 70. titul kariéry.
Současně se také dotáhl na Lendlův rekord v absolutním počtu 39 vítězných utkáních na turnaji a titulem ve třiceti letech se stal nejstarším vítězem od vzniku turnaje v roce 1970.
Federer tak prodloužil sérii sedmnácti výher v řadě a v následné pondělní klasifikaci žebříčku ATP 28. listopadu se vrátil na 3. místo.
| „                                        | Musím ti, Rogere, pogratulovat ke skvělému výkonu, jsi nejlepší z nejlepších… | “ |
| — Jo-Wilfried Tsonga po finálovém zápase |                                                                               |   |

## Nasazení hráčů
1. Novak Djoković (základní skupina, 200 bodů, 240 000 USD)
2. Rafael Nadal (základní skupina, 200 bodů, 240 000 USD)
3. Andy Murray (základní skupina, odstoupil pro poranění třísla, 0 bodů, 120 000 USD)[2]
4. Roger Federer (vítěz, 1 100 bodů, 1 250 000 USD)
5. David Ferrer (semifinále, 400 bodů, 360 000 USD)
6. Jo-Wilfried Tsonga (finále, 800 bodů, 740 000 USD)
7. Tomáš Berdych (semifinále, 400 bodů, 360 000 USD)
8. Mardy Fish (základní skupina, 0 bodů, 120 000 USD)

## Náhradníci
1. Janko Tipsarević (nahradil A. Murrayho, 200 bodů, 240 000 USD)[2]
2. Nicolás Almagro (nenastoupil, 0 bodů, 70 000 USD)

## Soutěž
| Legenda                                                       |                                                                        |                                                   |
| - Q – kvalifikant - WC – divoká karta - LL – šťastný poražený | - Alt – náhradník - SE – zvláštní výjimka - PR/SR – žebříčková ochrana | - w/o – bez boje - r – skreč - d – diskvalifikace |

### Finálová fáze
|  | Semifinále | Semifinále         | Semifinále    | Semifinále | Semifinále |   |                    | Finále | Finále | Finále | Finále | Finále |
|  |            |                    |               |            |            |   |                    |        |        |        |        |        |
|  | 7          | Tomáš Berdych      | 3             | 5          |            |   |                    |        |        |        |        |        |
|  | 6          | Jo-Wilfried Tsonga | 6             | 7          |            |   |                    |        |        |        |        |        |
|  | 6          | Jo-Wilfried Tsonga | 6             | 7          |            | 6 | Jo-Wilfried Tsonga | 3      | 78     | 3      |        |        |
|  |            |                    |               |            |            | 6 | Jo-Wilfried Tsonga | 3      | 78     | 3      |        |        |
|  |            | 4                  | Roger Federer | 6          | 6          | 6 |                    |        |        |        |        |        |
|  | 4          | 4                  | Roger Federer | 6          | 6          | 6 | Roger Federer      | 7      | 6      |        |        |        |
|  | 4          |                    |               |            |            |   | Roger Federer      | 7      | 6      |        |        |        |
|  | 5          | David Ferrer       | 5             | 3          |            |   |                    |        |        |        |        |        |

### Skupina A
|       |                              | Djoković                       | Murray Tipsarević                   | Ferrer                | Berdych                             | Zápasy V/P | Sety V/P               | Hry V/P                    | Pořadí |
| 1.    | Novak Djoković               |                                | 6–3, 3–6, 3–6 (vs/ Tipsarević)      | 3–6, 1–6              | 3–6, 6–3, 7–6(7–3)                  | 1–2.       | 3–5 (37,5%)            | 32–42 (43,2%)              | 3.     |
| 3. 9. | Andy Murray Janko Tipsarević | 3–6, 6–3, 6–3 (vs/ Tipsarević) |                                     | 4–6, 5–7 (vs/ Murray) | 6–2, 3–6, 6–7(6–8) (vs/ Tipsarević) | 0–1 1–1    | 0–2 (0,0%) 3–3 (50,0%) | 9–13 (40,9%) 30–27 (52,6%) | X 4.   |
| 5.    | David Ferrer                 | 6–3, 6–1                       | 6–4, 7–5 (vs/ Murray)               |                       | 6–3, 5–7, 1–6                       | 2–1        | 5–2 (71,4%)            | 37–29 (54,4%)              | 2.     |
| 7.    | Tomáš Berdych                | 6–3, 3–6, 6–7(3–7)             | 2–6, 6–3, 7–6(8–6) (vs/ Tipsarević) | 3–6, 7–5, 6–1         |                                     | 2–1        | 5–4 (55,6%)            | 46–43 (51,7%)              | 1.     |

Pořadí bylo určeno na základě následujících kritérií: 1) počet vyhraných utkání; 2) počet odehraných utkání; 3) vzájemný poměr utkání u dvou hráčů se stejným počtem výher; 4) procento vyhraných setů, procento vyhraných her u třech hráčů se stejným počtem výher; 5) rozhodnutí řídící komise.

### Skupina B
|    |                    | Nadal              | Federer       | Tsonga             | Fish               | Zápasy V/P | Sety V/P    | Hry V/P       | Pořadí |
| 2. | Rafael Nadal       |                    | 3–6, 0–6      | 6–7(2–7), 6–4, 3–6 | 6–2, 3–6, 7–6(7–3) | 1–2        | 3–5 (37,5%) | 34–43 (44,2%) | 3.     |
| 4. | Roger Federer      | 6–3, 6–0           |               | 6–2, 2–6, 6–4      | 6–1, 3–6, 6–3      | 3–0        | 6–2 (75,0%) | 41–25 (62,1%) | 1.     |
| 6. | Jo-Wilfried Tsonga | 7–6(7–2), 4–6, 6–3 | 2–6, 6–2, 4–6 |                    | 7–6(7–4), 6–1      | 2–1        | 5–3 (62,5%) | 42–36 (53,8%) | 2.     |
| 8. | Mardy Fish         | 2–6, 6–3, 6–7(3–7) | 1–6, 6–3, 3–6 | 6–7(4–7), 1–6      |                    | 0–3        | 2–6 (25,0%) | 31–44 (41,3%) | 4.     |

Pořadí bylo určeno na základě následujících kritérií: 1) počet vyhraných utkání; 2) počet odehraných utkání; 3) vzájemný poměr utkání u dvou hráčů se stejným počtem výher; 4) procento vyhraných setů, procento vyhraných her u třech hráčů se stejným počtem výher; 5) rozhodnutí řídící komise.